# Ljubinka Bobić
Ljubinka Bobic (n. 2 ianuarie 1897, Kruševac, Regatul Serbiei – d. 3 decembrie 1978, Belgrad, RS Serbia, RSF Iugoslavia) a fost o actriță sârbă. A apărut în mai mult de cincisprezece filme din 1951 până în 1975. 

## Biografie
Ljubinka Bobić s-a născut la Kruševac într-o familie săracă cu cinci copii. Fratele ei, Miroljub Bobić, profesor, a fost unul dintre cei 1300 de gefreiteri din Bătălia de pe râul Kolubara. Tatăl ei, Vladislav, un cizmar, era din Srem (Sremski Golubinci), iar mama ei Jelisaveta era din Macedonia (Struga). S-au mutat pe dealul Topčider, unde a crescut Ljubinka. Teatrul a atras-o și, cu persistență, a intrat în trupa teatrului național și și-a dedicat viața actoriei. Ea a mințit adesea în privința vârstei sale reale. Nu s-a căsătorit niciodată. A avut relații romantice cu directorul ziarului „Politika” Vlada Ribnikar, cu scriitorul Miloš Crnjanski și cu poetul Rade Drainac. Ea a fost înmormântată pe Aleea cetățenilor emeriți a Cimitirului Nou din Belgrad.  În 2003 a fost publicată o marcă poștală în onoarea ei. Premiul Ljubinka Bobić a fost creat în 2006 pentru actoria de teatru. 
Talentul ei a fost descoperit de Branislav Nušić în timpul Marelui Război din 1915, la Skopje, unde a fost trimisă de familia ei să locuiască cu rudele sale. Mulțumită lui Nušić , a lucrat în teatrul național din Skopje. Când rudele sale au informat părinții despre acest lucru, părinții au chemat-o la Belgrad, unde a continuat să studieze la o școală a femeilor muncitoare. S-a întâlnit din nou cu Nušić, de la care a primit o recomandare pentru teatrul național din Zagreb. Totuși, a ales teatrul național din Belgrad, unde a rămas, din 1920, toată viața până la retragerea sa. Nu a jucat în timpul celui de-al doilea război mondial, deoarece a refuzat să facă acest lucru în timp ce țara ei era ocupată. La început, ea a jucat roluri de fete sentimentale și de băieți răutăcioși. Prima ei mare realizare a fost rolul lui Robin "Puck" Goodfellow în „Visul unei nopți de vară”, urmat de rolul Fema în „Pokondirena tikva”, dna. Mica în „Autoritate”, Marica în „Persoana suspectă”. În afară de comedii ea a interpretat rolul lui Kata din „Koštana”, Hedviga în „Rața sălbatică” a lui Ibsen, Madlen Petrovna în drama lui Miroslav Krleža - „În agonie” și altele. Alături de actrița Živana Žanka Stokić, a avut o interpretare fenomenală a d-nei Živka Popovic în „Doamna ministru”, piesă scrisă de Branislav Nušić. Acest rol l-a jucat de 265 de ori în timpul carierei sale - prima dată în 1964, când avea 67 de ani și ultima dată la 8 noiembrie 1978, când avea 81 de ani, cu mai puțin de o lună înainte de moartea ei.

## Filmografie
| An   | Titlu                                                              | Rol                  | Note |
| ---- | ------------------------------------------------------------------ | -------------------- | ---- |
| 1975 | Devil’s ladder, TV show (Vladan Slijepčević)                       | old woman            |      |
| 1975 | Pavle Pavlović, drama (Mladomir “Puriša” Đorđević)                 | disco house director |      |
| 1973 | Accident, TV movie (Vladan Slijepčević)                            |                      |      |
| 1972 | Laughter from scene: National theatre, documentary                 | Živka Popović        |      |
| 1971 | My all, mini TV show (producer – Sava Mrmak, script – Novak Novak) |                      |      |
| 1969 | Cross Country (Mladomir “Puriša” Đorđević)                         | grandmother          |      |
| 1966 | The Climber                                                        | owner                |      |
| 1964 | National representative, movie (Stole Janković)                    | Spirinica            |      |
| 1962 | Koštana                                                            |                      |      |
| 1962 | Dr. (Soja Jovanović)                                               | Mrs. Draga           |      |
| 1961 | First citizen of little city, drama (Mladomir “Puriša” Đorđević)   | a magician           |      |
| 1960 | Zeppelin of dreams (Soja Jovanović)                                | Sara Padavicki       |      |
| 1957 | Priests Ćira and Spira (Soja Jovanović)                            | Sida                 |      |
| 1954 | Legends of Anika (Vladimir Pogačić)                                | Jelenka              |      |
| 1951 | Major Boggart (Nikola Popović)                                     | grandmother          |      |

## Operă literară

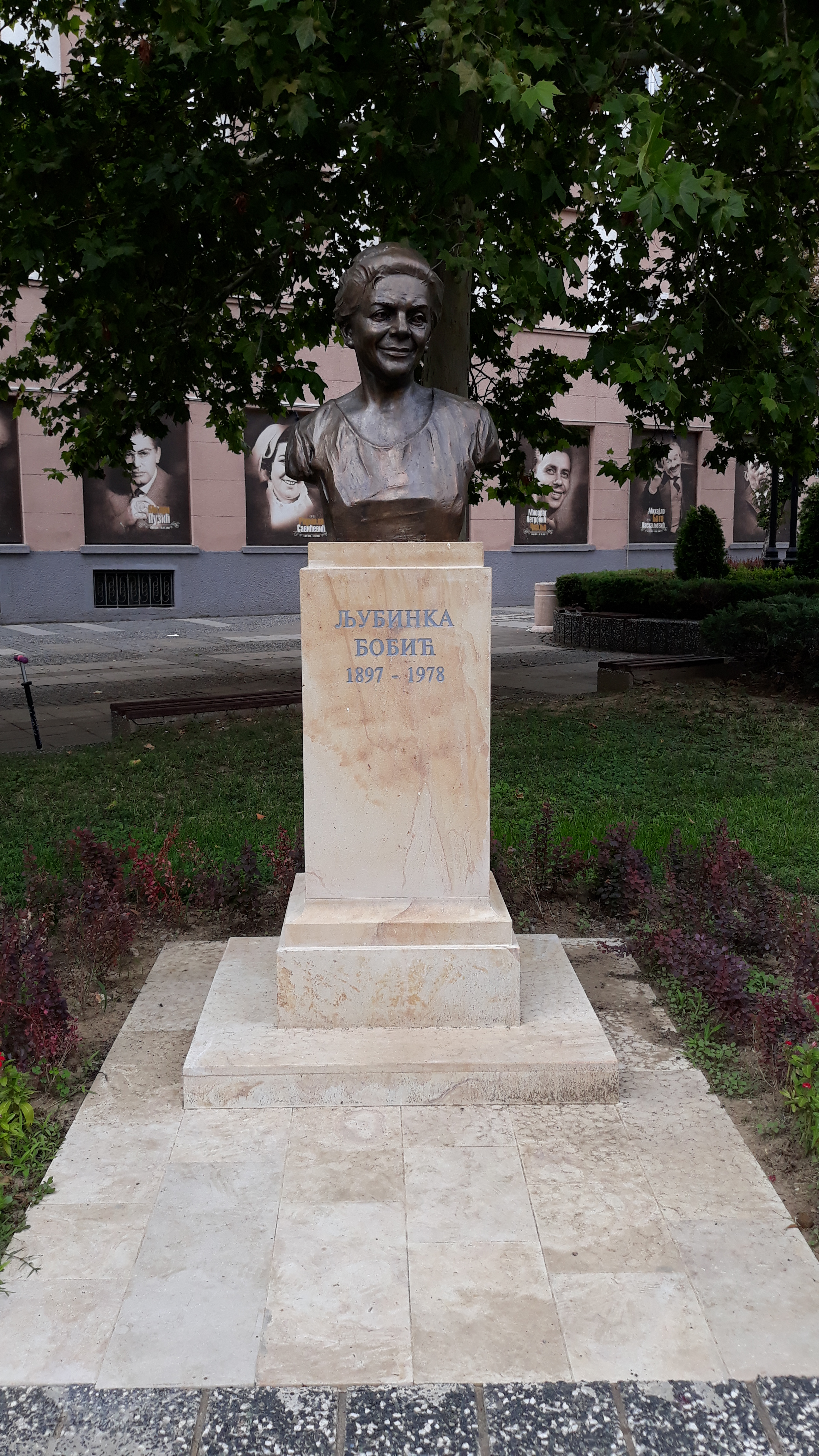
Bustul său în fața Centrului Cultural din Kruševac

Când a obosit să interpreteze personaje tipice ale unor fete la modă „elegante”, ea a scris câteva piese populare satirice umoristice: 
- Manierele noastre (Наши манири): comedie în trei acte, 1935.
- Societate elegantă (Отмено друштво), comedie inofensivă în trei acte, 1936.
- Familia Blo (Породица Бло), comedie în trei acte, 1940.

Toate au apărut pe scenă și au avut un mare succes. De asemenea, a scris două piese pentru copii „Rista Robinson” (Породица Бло) și „Rista sportivul” (Риста спортиста), care au avut premiera la teatrul pentru copii „Roda”. Se compunea din cinci tablouri cu balet și cântec. Adaptarea acestei piese a fost o carte de benzi desenate cu același nume, pentru care Ljubinka împreună cu Mića Dimitrijević au scris textul, iar Momčilo Moma Marković a făcut ilustrațiile. Prima continuare a acestei benzi desenate a fost publicată pe 28 februarie 1939 în primul număr din „Politikin zabavnik” (Политикиног забавника) și ultima în numărul 17 la 25 aprilie 1939.

## Premii
- Arena de Aur pentru cea mai bună actriță în 1957  pentru rolul său din filmul „Preotul Cira și preotul Spira”
- Premiul pentru întreaga carieră -1961.

## Moștenire

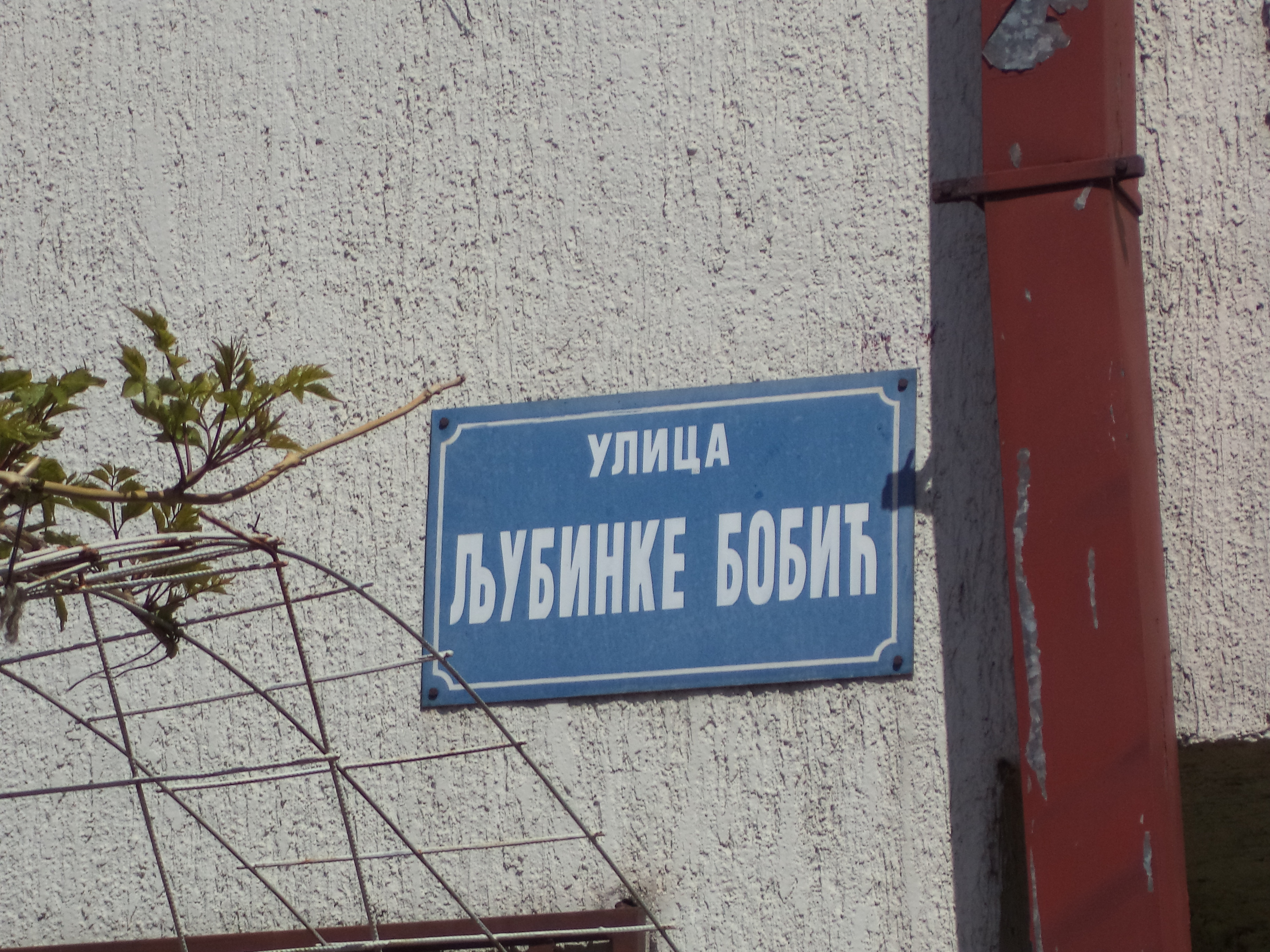
Stradă din Belgrad cu numele ei

O stradă poartă numele ei în Novi Beograd, Bežanija, precum și în Jakovo și Lazarice, lângă Kruševac. Premiul pentru cea mai bună realizare în domeniul comediei de teatru, Premiul Ljubinka Bobić, este acordat în onoarea ei, din 2005, de către Asociația Artiștilor de Teatru din Serbia.

## Literatură
- Stojković SB (1983). Oameni mari în teatrul sârb. Belgrade: Serbian literary cooperatives – Valjevo: Milić Rakić
- Dimitrijević К. (2011). Trei dintre cei mai mari actori sârbi din spatele scenei: Milivoje Živanović, Raša Plaović, Ljubinka Bobić. Belgrad: Prosveta.
- Dimitrijević К. (1994). Anti-biografie - Ljubinka Bobić. Theatron, 18, 85-107.